# 那坡榕
那坡榕（学名：Ficus napoensis）为桑科榕属的植物，为中国的特有植物。分布在中国大陆的广西等地，生长于海拔1,070米的地区，常生长在石灰岩山峰上，目前已由人工引种栽培。